# Literaturpreis der A und A Kulturstiftung
Der Literaturpreis der A und A Kulturstiftung ist eine von der A und A Kulturstiftung verliehene Auszeichnung für deutschsprachige Autorinnen und Autoren.

## Die Stiftung
Die im Jahr 2010 in Köln gegründete privatrechtliche A und A Kulturstiftung fördert Kunst und Kultur sowie Wissenschaft und Forschung, vornehmlich im deutschsprachigen Raum. Sie vergibt verschiedene Auszeichnungen und unterstützt Vorhaben, die nicht dem wissenschaftlichen oder künstlerischen Mainstream zuzurechnen sind und daher weniger Chancen haben, anderweitige Förderungen zu erhalten.
Einen Schwerpunkt der Stiftungstätigkeit bildet die Förderung der wissenschaftlichen und künstlerischen Auseinandersetzung mit dem Werk Friedrich Hölderlins. So wurden seit 2012 mehrere Kompositionsaufträge zu Hölderlin-Texten erteilt, etwa an Joachim Gies, Greg Cohen und Simon Rummel. Ferner hat die Stiftung den Aufbau einer Website zur textgenetischen Erschließung von Hölderlins Homburger Folioheft gefördert.
Die Förderentscheidungen werden eigeninitiativ vom Stiftungsvorstand getroffen, wobei keine Bewerbungen möglich sind.

## Der Literaturpreis
Die bekannteste der von der Stiftung vergebenen Auszeichnungen ist ihr seit 2017 jährlich verliehener Literaturpreis. Er würdigt unabhängig von aktuellen Trends „herausragende deutschsprachige Werke, wobei Lyrik und Prosa in gleichem Maße berücksichtigt werden“. Der Preis ist nicht an eine Neuerscheinung gebunden, sondern wird für einzelne Arbeiten oder für das Gesamtwerk einer Autorin oder eines Autors verliehen. Dabei werden insbesondere solche Autorinnen und Autoren gewürdigt, „deren Arbeiten im Schnittpunkt verschiedener Künste bzw. von Literatur und Wissenschaft stehen“. Der Preis ist seit 2022 mit 15.000 Euro dotiert. Seine Verleihung findet jeweils im Rahmen einer öffentlichen Veranstaltung in der Volksbühne Berlin statt.

## Die Preisträgerinnen und Preisträger
- 2017: Jochen Winter für sein lyrisches und essayistisches Werk, Laudatio Sebastian Kleinschmidt[10]
- 2018: Axel Ruoff für seinen Roman „Apatit“, Laudatio Uwe Schütte[11]
- 2019: Dorothee Elmiger für ihren Roman „Schlafgänger“, Laudatio Christine Lötscher[12]
- 2020: Daniela Danz für ihr lyrisches Werk, Laudatio Martin Straub[13]
- 2021: Joshua Groß „für sein bemerkenswert umfangreiches und vielseitiges literarisches Frühwerk“, Laudatio Christine Lubkoll[14]
- 2022: Birgit Kreipe „für ihr lyrisches Werk“, Laudatio Nico Bleutge[15]
- 2023: Isabel Fargo Cole für die „beeindruckende Verbindung von sachlicher Genauigkeit und poetischer Sprachmacht“ in ihrem Prosawerk, Laudatio Alexander Cammann[16]
- 2024: Christian Rosenau für sein lyrisches Werk, das „sich durch eine originelle lyrische Handschrift, einen sorgfältigen Umgang mit Sprache und ein unaufdringliches, durch Präzision gekennzeichnetes Formbewusstsein aus[zeichnet]“, Laudatio Matthias Weichelt[17][18]
- 2025: Milena Michiko Flašar